# Épreville-en-Lieuvin
Épreville-en-Lieuvin è un comune francese di 183 abitanti situato nel dipartimento dell'Eure nella regione della Normandia.

## Società

### Evoluzione demografica
Abitanti censiti